# Tamyra Mensah
Tamyra Mariama Mensah Stock (11 de octubre de 1992) es una deportista estadounidense que compite en lucha libre.
Participó en los Juegos Olímpicos de Tokio 2020, obteniendo una medalla de oro en la categoría de 68 kg. Ganó cuatro medallas en el Campeonato Mundial de Lucha entre los años 2018 y 2022.

## Palmarés internacional
| Juegos Olímpicos   | Juegos Olímpicos       | Juegos Olímpicos  | Juegos Olímpicos |
| Año                | Lugar                  | Medalla           | Categoría        |
| ------------------ | ---------------------- | ----------------- | ---------------- |
| 2020               | Tokio (Japón)          | Medalla de oro    | 68 kg            |
| Campeonato Mundial |                        |                   |                  |
| Año                | Lugar                  | Medalla           | Categoría        |
| 2018               | Budapest (Hungría)     | Medalla de bronce | 68 kg            |
| 2019               | Nursultán (Kazajistán) | Medalla de oro    | 68 kg            |
| 2021               | Oslo (Noruega)         | Medalla de bronce | 68 kg            |
| 2022               | Belgrado (Serbia)      | Medalla de oro    | 68 kg            |

## Carrera en la lucha libre profesional
El 3 de mayo de 2023, se anunció que Mensah-Stock había firmado con la WWE para convertirse en luchadora profesional. Es la tercera medallista de oro en lucha olímpica (después de Kurt Angle y Gable Steveson) y la primera medallista de oro en lucha olímpica femenina en firmar con la empresa. En la grabación de la edición del 5 de julio de 2024 de NXT Level Up, hizo su debut en el ring bajo el nombre de Tyra Mae Steele perdiendo ante Wren Sinclair. Semanas después continúo perdiendo en NXT Level Up frente a Tatum Paxley, Kendal Grey e Izzi Dame. En el episodio de NXT Level Up emitido el 22 de noviembre, fue derrotada por Lainey Reid y después del combate salió Layla Diggs a atacar a Reid, comenzando un corto feudo contra Reid, por lo que la siguiente semana en el episodio de NXT Level Up emitido 29 de noviembre, junto a Layla Diggs derrotaron a Lainey Reid & Kali Armstrong, aunque después del combate, Reid atacó a Diggs tras bambalinas por lo que Steele tuvo que defenderla.